# Becky Sauerbrunn
Becky Sauerbrunn   (Saint Louis, 6 de juny de 1985) és una defensa de futbol amb 109 internacionalitats pels Estats Units. Ha sigut campiona olímpica i mundial amb la selecció, i ha sigut nomenada millor defensa de la NWSL durant tres temporades consecutives.

## Trajectòria
| Temporades  | Lliga             | Club                     | P   | G  | Actualitzat |
| ----------- | ----------------- | ------------------------ | --- | -- | ----------- |
| 2003 - 2007 | D2                | Virginia Cavaliers       | 090 | 02 |             |
| 2005        | D1                | Boston Renegades         | 011 | 01 |             |
| 2006 - 2007 | D1                | Richmond Kickers Destiny | 024 | 03 |             |
| 2008 - 2010 | D1                | Washington Freedom       | 050 | 01 |             |
| 2009        | D1                | Røa IL (cessió)          | 05  | 01 |             |
| 2011        | D1                | magicJack                | 013 | 0  |             |
| 2012        | D2                | DC United                | 04  | 01 |             |
| 2013 - act. | D1                | FC Kansas City           | 071 | 02 | 29/11/2016  |
|             |                   |                          |     |    |             |
| 2000 - 2002 | Selecció sub-16   | Selecció sub-16          |     |    |             |
| 2003 - 2005 | Selecció sub-19   | Selecció sub-19          |     |    |             |
| 2008 - act. | Selecció absoluta | Selecció absoluta        | 119 | 0  | 13/11/2016  |

## Palmarès
| Títols — Seleccions nacionals            |
| 1 Jocs Olímpics                          |
| 1 Mundial                                |
| 0 1 Copa d'Or de la CONCACAF             |
| 2 Torneig Quatre Nacions                 |
| 3 Copes d'Algarve                        |
| Títols — Clubs                           |
| 2 Lligues Professionals                  |
| Reconeixements — Premis                  |
| Millor defensa de la Lliga Professional  |
| Reconeixements — Seleccions de jugadores |
|                                          |